# Кристенсен, Теодор
Кри́стен Йоха́ннес Теодо́р Гле́еруп Кри́стенсен (дат. Christen Johannes Theodor Gleerup Christensen; 6 апреля 1914, Твейе Мерлёсе, Дания — 2 сентября 1967, Копенгаген, Дания) — датский кинорежиссёр, сценарист, продюсер, оператор, монтажёр, теоретик, критик кино и педагог. Один из создателей датской школы документального кинематографа.

## Биография
Его дебют в кино состоялся в 1938 году («Уголок Зеландии»). Лучшим фильмом принято считать «Речь идёт о твоей свободе», который был смонтирован из кадров, снятых участниками Датского движения сопротивления. Автор теории «потока достоверности», которая провозглашает отказ от заранее организованных съёмок с целью найти в повседневности, выхваченной камерой, источник философского и этического обобщения. Снимал также фильмы об актуальных проблемах жизни в Дании. Часто совмещал режиссуру с другими кинопрофессиями. В 1963—1965 годах преподавал на Кубе, где готовил молодых кинематографистов. С 1966 года продолжил занятия педагогической деятельностью уже в Датской киношколе.
Похоронен на Биспебьергском кладбище.

## Избранная фильмография

### Режиссёр
- 1938 — Уголок Зеландии /
- 1939 — Иран — бывшая Персия / Iran - det nye Persien
- 1941 — Юность за работой / Ungdom i arbejde
- 1942 — Старый металл получает новую жизнь / Gammelt Metal - nye Varer
- 1943 — Уборка льна /
- 1944 — Дания борется за свободу /
- 1946 — Речь идёт о твоей свободе / Det gælder din frihed
- 1948 — Мы – железнодорожники / Her er Banerne
- 1955 —  / De fem år
- 1958 — Просто девушка / Bare en pige
- 1960 — Конец игры / Enden på legen
- 1961 — Имя тебе – женщина / Dit navn er kvinde
- 1964 —  / Til husbehov